# Liste der Kulturdenkmale in Büchen
In der Liste der Kulturdenkmale in Büchen sind alle Kulturdenkmale der schleswig-holsteinischen Gemeinde Büchen (Kreis Herzogtum Lauenburg) aufgelistet (Stand: 14. April 2025).

## Legende
In den Spalten befinden sich folgende Informationen:
- Objekt-ID: die Nummer des Kulturdenkmales
- Lage: die Adresse des Kulturdenkmales und die geographischen Koordinaten. Kartenansicht, um Koordinaten zu setzen. In der Kartenansicht sind Kulturdenkmale ohne Koordinaten mit einem roten Marker dargestellt und können in der Karte gesetzt werden. Kulturdenkmale ohne Bild sind mit einem blauen Marker gekennzeichnet, Kulturdenkmale mit Bild mit einem grünen Marker.
- Offizielle Bezeichnung: Bezeichnung des Kulturdenkmales
- Beschreibung: die Beschreibung des Kulturdenkmales
- Bild: ein Bild des Kulturdenkmales

## Schutzzonen
| Objekt-ID      | Lage                                      | Offizielle Bezeichnung         | Beschreibung | Bild                             |
| -------------- | ----------------------------------------- | ------------------------------ | --- | -------------------------------- |
| 13301 Wikidata | Quellental (53° 28′ 20″ N, 10° 37′ 32″ O) | Eisenbahnersiedlung Quellental | Der Denkmalbereich liegt südöstlich des Bahnhofsgeländes Büchen in dem Gleisdreieck der Bahnstrecken von Büchen nach Berlin und nach Lauenburg. Er umfasst die Eisenbahnersiedlung Quellental mit den baulichen Anlagen und den umgebenden Freiflächen. - Schutzumfang: Schutzzweck dieser Verordnung ist es, den Siedlungsgrundriss und das Erscheinungsbild der Siedlung zu erhalten. Diese werden bestimmt durch die vorhandenen baulichen Anlagen und die zugehörigen Verkehrs-, Neben- und Freiflächen. | weitere Fotos \| Fotos hochladen |

## Sachgesamtheiten
| Objekt-ID      | Lage                                                                                      | Offizielle Bezeichnung         | Beschreibung | Bild                             |
| -------------- | ----------------------------------------------------------------------------------------- | ------------------------------ | --- | -------------------------------- |
| 49660 Wikidata | Quellental 1–2, 3–4, 5–6, 7, 8–9, 10–11, 12–13, Quellental (53° 28′ 19″ N, 10° 37′ 32″ O) | Eisenbahnersiedlung Quellental | Eisenbahnersiedlung Quellental; 1875, 1881–1900, Berlin-Hamburger Eisenbahngesellschaft; von Stichstraße erschlossene Siedlung mit als Doppelhäuser errichteten Backsteinbauten, zwei- und dreigeschossig mit Satteldächern und Backstein- bzw. Putzgliederungen, eingefriedete Vorgärten, rückwärtige Wirtschaftsgebäude und Nutzgärten - Begründung: geschichtlich, städtebaulich - Schutzumfang: Eisenbahnerwohnhäuser Quellental 1-2, 3-4, 5-6, 7, 8-9, 10-11, 12-13; Wirtschaftsgebäude 1-2, 3-4, 7, 8-9, 10-11; Freiflächen/Bepflanzung | weitere Fotos \| Fotos hochladen |
| 40568 Wikidata | Schwanheider Weg (53° 28′ 48″ N, 10° 38′ 19″ O)                                           | Kirche St. Marien              | Aktualisierung vorgesehen - Begründung: geschichtlich, künstlerisch, städtebaulich, Kulturlandschaft prägend - Schutzumfang: Kirche St. Marien mit Ausstattung, Taufgitter, Kirchhof, Feldsteinböschungsmauer, Lindenkranz | weitere Fotos \| Fotos hochladen |

## Bauliche Anlagen
| Objekt-ID      | Lage                                                 | Offizielle Bezeichnung            | Beschreibung | Bild                             |
| -------------- | ---------------------------------------------------- | --------------------------------- | --- | -------------------------------- |
| 37512          | Brandtsberg 2 (53° 28′ 33″ N, 10° 36′ 37″ O)         | Fachhallenhaus                    | Fachhallenhaus; 1828 (i); traufständiger Fachwerkbau mit reetgedecktem Halbwalmdach, Giebelzeichen und Inschriftenbalken über dem Dielentor - Begründung: geschichtlich, Kulturlandschaft prägend - Schutzumfang: gesamtes Objekt - Denkmaltyp: Bauliche Anlage | Fotos hochladen                  |
| 740 Wikidata   | Gudower Straße 1 (53° 28′ 50″ N, 10° 38′ 17″ O)      | Altes Pastorat                    | Das Fachhallenhaus wurde 1649 erbaut. Neben der Funktion als Pastorat wurde das Gebäude auch für landwirtschaftliche Zwecke genutzt. Alteintragung (Aktualisierung vorgesehen) - Begründung: geschichtlich, künstlerisch, städtebaulich - Schutzumfang: gesamtes Objekt - Denkmaltyp: Bauliche Anlage | Fotos hochladen                  |
| 9863 Wikidata  | Kirchenstraße (53° 28′ 35″ N, 10° 36′ 29″ O)         | Pötrauer Kirche mit Ausstattung   | Alteintragung (Aktualisierung vorgesehen) - Begründung: geschichtlich, künstlerisch, städtebaulich - Schutzumfang: gesamtes Objekt - Denkmaltyp: Bauliche Anlage | weitere Fotos \| Fotos hochladen |
| 37509          | Lauenburger Straße 25 (53° 28′ 33″ N, 10° 37′ 16″ O) | Postamt                           | Postamt; 1950; breit gelagerter, zweigeschossiger Backsteinbau mit Sandsteinelementen, giebelständig mit Traufgesims und Walmdach - Begründung: geschichtlich, städtebaulich - Schutzumfang: gesamtes Objekt - Denkmaltyp: Bauliche Anlage | weitere Fotos \| Fotos hochladen |
| 23458          | Pötrauer Straße 10 (53° 28′ 34″ N, 10° 36′ 21″ O)    | Wohn- und Wirtschaftsgebäude      | Backsteinhallenhaus; spätes 19./ frühes 20. Jahrhundert; eingeschossig mit kunstschiefergedecktem Halbwalmdach und nördlicher Erweiterung des Wirtschaftstraktes. Hofpflasterung aus Lesesteinen und Einfriedung aus gemauerten Bruchsteinen - Begründung: geschichtlich, städtebaulich, Kulturlandschaft prägend - Schutzumfang: Wohn- und Wirtschaftsgebäude, Einfriedung, Hofpflasterung - Denkmaltyp: Bauliche Anlage | Fotos hochladen                  |
| 2403           | Schwanheider Weg (53° 28′ 48″ N, 10° 38′ 19″ O)      | Kirche St. Marien mit Ausstattung | Die Marienkirche ist eine dreischiffige Hallenkirche. Ursprünglich wurde sie mit regionalen natürlichen Feldsteinen errichtet, die heute den Westteil der Kirche charakterisieren. Alteintragung (Aktualisierung vorgesehen) - Begründung: geschichtlich, künstlerisch, städtebaulich - Schutzumfang: Kirche St. Marien mit Ausstattung, Taufgitter - Denkmaltyp: Bauliche Anlage, Sachgesamtheit: Kirche St. Marien      | Fotos hochladen                  |
| 20715 Wikidata | Schwanheider Weg (53° 28′ 48″ N, 10° 38′ 19″ O)      | Kirchhof                          | Alteintragung (Aktualisierung vorgesehen) - Begründung: geschichtlich, Kulturlandschaft prägend - Schutzumfang: Kirchhof, Feldsteinböschungsmauer, Lindenkranz - Denkmaltyp: Gründenkmal, Sachgesamtheit: Kirche St. Marien | Fotos hochladen                  |

## Ehemalige Kulturdenkmale
| Objekt-ID | Lage                                           | Offizielle Bezeichnung | Beschreibung | Bild            |
| --------- | ---------------------------------------------- | ---------------------- | --- | --------------- |
| 23455     | Kirchenstraße 2 (53° 28′ 37″ N, 10° 36′ 30″ O) | Fachhallenhaus         | Fachhallenhaus; 1872 (i); traufständiger Fachwerkbau mit Kurzwalmdach und jüngerem Wohntrakt als Kopfbau in Backstein (E. 19. Jh.) | Fotos hochladen |